# Rodrigo Luque
Rodrigo Luque ist ein Corregimiento des Bezirks Santiago in der Provinz Veraguas in Panama. Bei der Volkszählung im Jahr 2023 hatte es 9114 Einwohner. Das Corregimiento erstreckt sich über eine Fläche von 16,9 km².
Das Corregimiento wurde durch Gesetz Nr. 21 vom 6. Oktober 2014 geschaffen. Der Name der Gemeinde geht auf den ehemaligen Baseballspieler der Mannschaft von Veraguas und ehemaligen Bürgermeister des Bezirks Santiago zurück, der während einer Operation an einem Herzinfarkt starb.

## Orte
Im Corregimiento Rodrigo Luque befinden sich folgende Orte:
- Barriada 8 de Diciembre
- Barriada Bello Amanacer
- Barriada La Esperanza
- Barriada San Agustín
- Barriada Santa Lucía
- Barriada Villa Lourdes
- Bello Horizonte
- Canto del Llano
- El Uvito
- La Soledad
- Monagrillo de La Soledad
- Residencial El Torreón
- Residencial Génesis
- Residencial Italita
- Residencial Jesús de Praga
- Residencial La Soledad Garden
- Residencial Santiago Park
- Santiago
- Urbanización Santa Teresita
- Villa Alexandra